# Невесињска пушка (филм)
Невесињска пушка је југословенски филм из 1963. године.
Пуни наслов на шпици је Невесињска пушка или Похвала побијеђеном војводи.

## Радња
Пред крај 19. века млади, западњачки оријентисан војвода Мићо Љубибратић подиже устанак у источној Херцеговини против турске власти, потпомогнут и добровољцима из Русије, Француске и других земаља. Даје јасно на знање западним силама, посебно Аустријанцима, али и Србији и Црној Гори, које су послале јединице у помоћ устаницима, да неће допустити инструментализацију устанка у корист тих земаља, конкретно да не долази у обзир припојење Херцеговине ни Аустрији, ни Србији, ни Црној Гори уколико новоформирана Херцеговачка скупштина самостално не донесе такву одлуку.
Аустријске власти због тога не допуштају долазак талијанских добровољаца преко своје територија, а црногорски и српски кнез наређују јединицама да напусте устанак. Такав развој ситуације побуђује нетрпељивост неких херцеговачких главешина према Мићи. Мићи је при том важна подршка његове девојке странкиње Џени...

## Улоге
| Глумац                   | Улога                   |
| ------------------------ | ----------------------- |
| Миха Балох               | Војвода Мићо Љубибратић |
| Јован Милићевић          | Војвода Пеко Павловић   |
| Петар Прличко            | Петар                   |
| Владимир Медар           | капетан Томас           |
| Татјана Бељакова         | Џени Маркус             |
| Драган Оцокољић          | Григорије               |
| Вељко Маричић            | Реинер                  |
| Ђорђе Ненадовић          | Илија                   |
| Владимир Крстуловић      | Дон Иван Мусић          |
| Велимир Бата Живојиновић | поручник Костић         |
| Давор Антолић            |                         |
| Јован Ранчић             |                         |
| Истреф Беголи            |                         |
| Милан Босиљчић           |                         |
| Димитрије Бугарчић       |                         |
| Иво Пајић                |                         |
| Златко Црнковић          |                         |
| Драго Митровић           |                         |
| Милорад Мајић            |                         |
| Велимир Хитил            |                         |

## Награде
Пула 63' - Сребрна арена за режију;  Диплома за сценографска решења